# أليساندرو فيزوسي
أليساندرو فيزوسي ناقد فني إيطالي وباحث في شخصية وأعمال ليوناردو دا فينشي وفنان وخبير في الدراسات متعددة التخصصات وعلم المتاحف الإبداعي، ومؤلف لمئات المعروضات والمنشورات ورسائل المؤتمرات ضمن إيطاليا وخارجها (من الولايات المتحدة إلى اليابان) للحديث عن ليوناردو دا فنشي وعصر النهضة، الفن والتصميم المعاصر وغيرها من الأمور في المجال الفني. كان أول عالم من مركز أرماند هامر لدراسات ليوناردو من جامعة كاليفورنيا في لوس أنجلوس (1981)، قام بالتدريس في جامعة بروجيتو في ريجيو إميليا؛ وهو أستاذ فخري في أكاديمية فنون الرسم في فلورنسا. بدأ كفنان من 1964 إلى 1971 وفاز بأكثر من 80 جائزة في مسابقات الرسم. في السبعينيات كان مؤسس «أرشيف سيمي ليوناردو (Archivio Leonardisimi)» و «الآلات - ذاكرة الإقليم (Strumenti-Memoria del Territorio)». قام بتنسيق «كرونيكل آرت (ArteCronaca)»، وكان المستشار الفني التاريخي لبلدية فينشي وتعاون في المنشورات عن توسكانا وليوناردو، الفن الحديث والمعاصر. في عام 1980، قام برعاية «مركز توثيق الفنون البصرية (Centro di Documentazione Arti Visive)» في بلدية فلورنسا (مع ماوريتسيو نانوتشي).
وهو مؤسس ومدير المتحف المثالي لليوناردو دا فينشي مع «حديقة ليوناردو ويوتوبيا» الوليدة في فينشي، بالقرب من فلورنسا. في عام 2005 في المتحف المثالي لليوناردو، أظهر اكتشاف للبروفيسور جيمس بيك صورة رخامية ذاتية ميكيلانجيلو تظهر بوناروتي. في عام 2011 تقدم مع كلوديو ستريناتي في كابريزي ميكيلانجيلو الصورة الذاتية الرخامية لمايكل أنجلو بوناروتي التي تم نشرها في «ميكيلانجيلو أسولوتو (Michelangelo Assoluto)» بواسطة مخطوط مانينت (Scripta Maneant).

## الأعمال المنشورة
تشمل الأعمال المنشورة لأليساندرو فيزوسي من عام 1980 حتى الآن:
- اليساندرو فيزوسي (1981). عودة ليوناردو إلى فينشي ليوناردو وبوسين وروبنز . مقدمة كارلو بيدريتي. معرض معروض في المتاحف الأمريكية، من بيركلي (متحف الفن الجامعي) إلى برينستون. نيويورك: شركة جونسون ريبلينت.
- اليساندرو فيزوسي (محرر)، (1986). Il giardino d'Europa: تأتي Pratolino modello nella cultura europea . ميلانو: مازوتا.
- أليساندرو فيزوسي (محرر)، (1987). ليوناردو: artopopia and science = ليوناردو: arte utopia e scienza . فلورنسا: جيونتي باربيرا.
- أليساندرو فيزوسي (محرر)، (1988). ليوناردو: scomparso e ritrovato . فلورنسا: Giunti.
- أليساندرو فيزوسي (محرر)، (1993). Il tesoro dell'architettura. كليتو موناري (1980-1990) = كنز العمارة. كليتو موناري (1980-1990) . فلورنسا: Edifir.
- أليساندرو فيزوسي (محرر)، (1995). قرص مضغوط ليوناردو. لا بيتورا . فلورنسا: SCALA-EMME (مترجم بالفرنسية والألمانية والإنجليزية).
- أليساندرو فيزوسي (محرر)، (1996). ليوناردو دا فينشي: arte e scienza dell'universo ، مجموعة "Universale Electa / Gallimard" (رقم 73). تريست: اليكتا / جاليمارد. (ردمك 9788844500832) .
- أليساندرو فيزوسي (محرر)، (1996 وطبع). ليونارد دي فينشي: Art et science de l'univers ، Collection «Découvertes Gallimard» (رقم 293). باريس: جاليمار. (ردمك 9782070348800) .
- أليساندرو فيزوسي (محرر)، (1997 والطبع). ليوناردو دا فينشي: رجل عصر النهضة ، سلسلة New Horizons . لندن: Thames & Hudson. (ردمك 050030081X) .
- أليساندرو فيزوسي (محرر)، (1997). ليوناردو دا فينشي: عقل عصر النهضة ، سلسلة اكتشافات أبرامز. نيويورك: Harry N. Abrams. (ردمك 9780810928091) .
- اليساندرو فيزوسي (محرر) (2006). Leonardo، mito e verità: riscoperte، attualità e nodi della conoscenza . فينشي: Museo Ideale Leonardo da Vinci.
- أليساندرو فيزوسي (محرر)، (2008). ليوناردو إنفينيتو . ريجيو إميليا: Scripta Maneant.
- أليساندرو فيزوسي (محرر)، (2009) Joconde. Da Monnalisa alla Gioconda nuda . Museo Ideale Leonardo Da Vinci. Edizione ADARTE.
- Alessandro Vezzosi، (2010) La Gioconda è Nuda. Riscoperte e nuove icone a cura di Agnese Sabato. إد. JFK Edizioni. (ردمك 978-88-89965-80-1) رقم ISBN   978-88-89965-80-1
- كلاوديو ستريناتي، اليساندرو فيزوسي، (2010). Raffaello Universale . ريجيو إميليا: Scripta Maneant.
- اليساندرو فيزوسي (محرر) (2011). Leonardo e l'idea della bellezza = ليوناردو وفكرة الجمال . طوكيو: ماينيتشي شينبونشا.
- اليساندرو فيزوسي (2011). كشف النقاب عن الموناليزا . RSM: JFK Edizioni. (ردمك 978-88-89477-41-0) رقم ISBN   978-88-89477-41-0
- Alessandro Vezzosi ، (2012) La forza di un'idea visiva . Archivio Leonardismi. فينشي.
- اليساندرو فيزوسي (محرر)، (2012). مايكل أنجلو أسولوتو . ريجيو إميليا: Scripta Maneant.
- أليساندرو فيزوسي (محرر)، (2013) Vinci e Leonardo n.6 novembre-dicembre. إد. Strumenti - ميموريا دل تريتوريو. فينشي.
- Alessandro Vezzosi e Agnese Sabato (a cura di) (2013) La Gioconda è Nuda . إد. Strumenti Memoria del Territorio. (ردمك 978-88-902625-4-8) رقم ISBN   978-88-902625-4-8
- Alessandro Vezzosi (ed.)، (2013). ليوناردو موني ليزا - الأسطورة ، تايبيه: Mediasphere.